# Talamanca de Jarama
Talamanca de Jarama – miasto w Hiszpanii we wspólnocie autonomicznej Madryt w północno-wschodniej części regionu nad rzeką Jarama. Na rok 2009 liczyło 2689 mieszkańców.